# Cottereau (entreprise)
Cottereau est un constructeur automobile français, de vélos et de motocyclettes.

## Historique

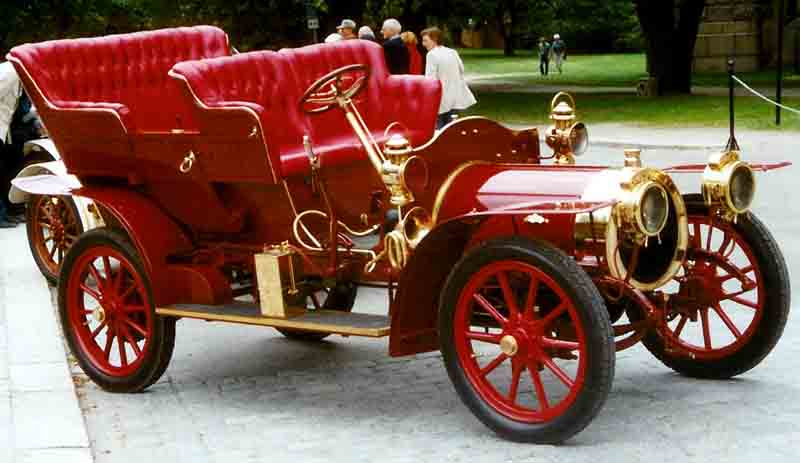
Cottereau 1906.

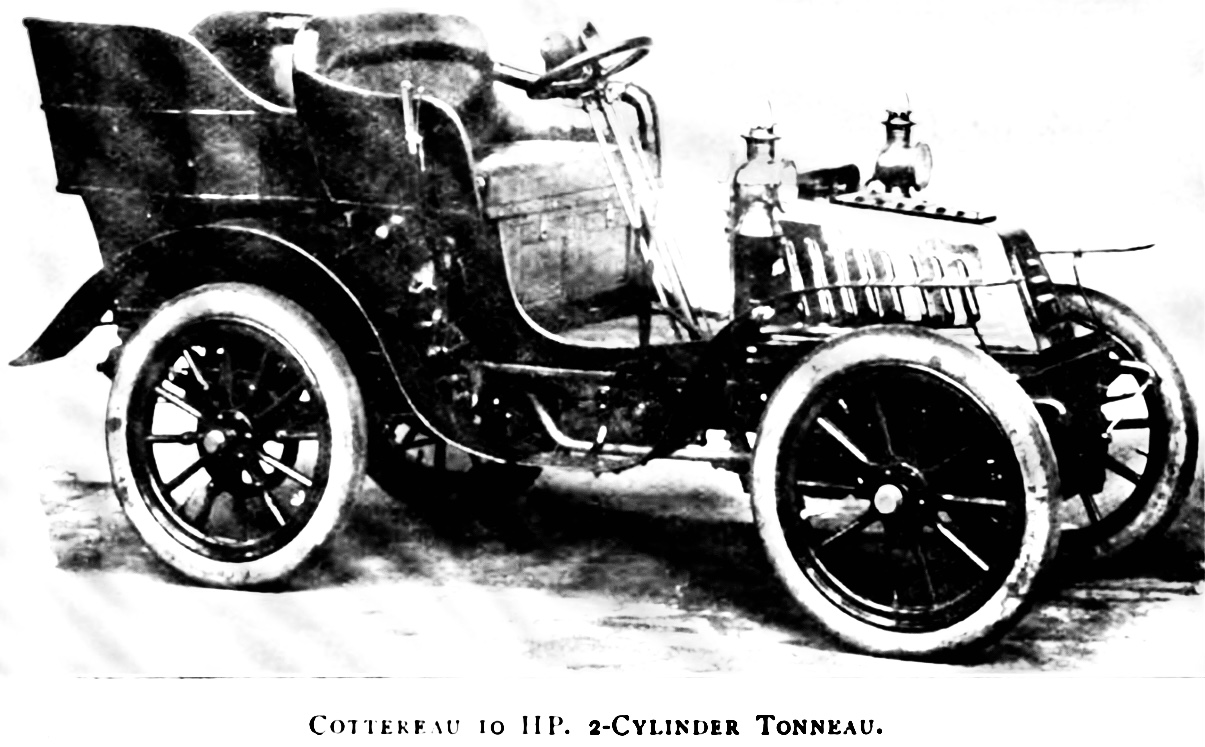
Cottereau 10 HP (1902).

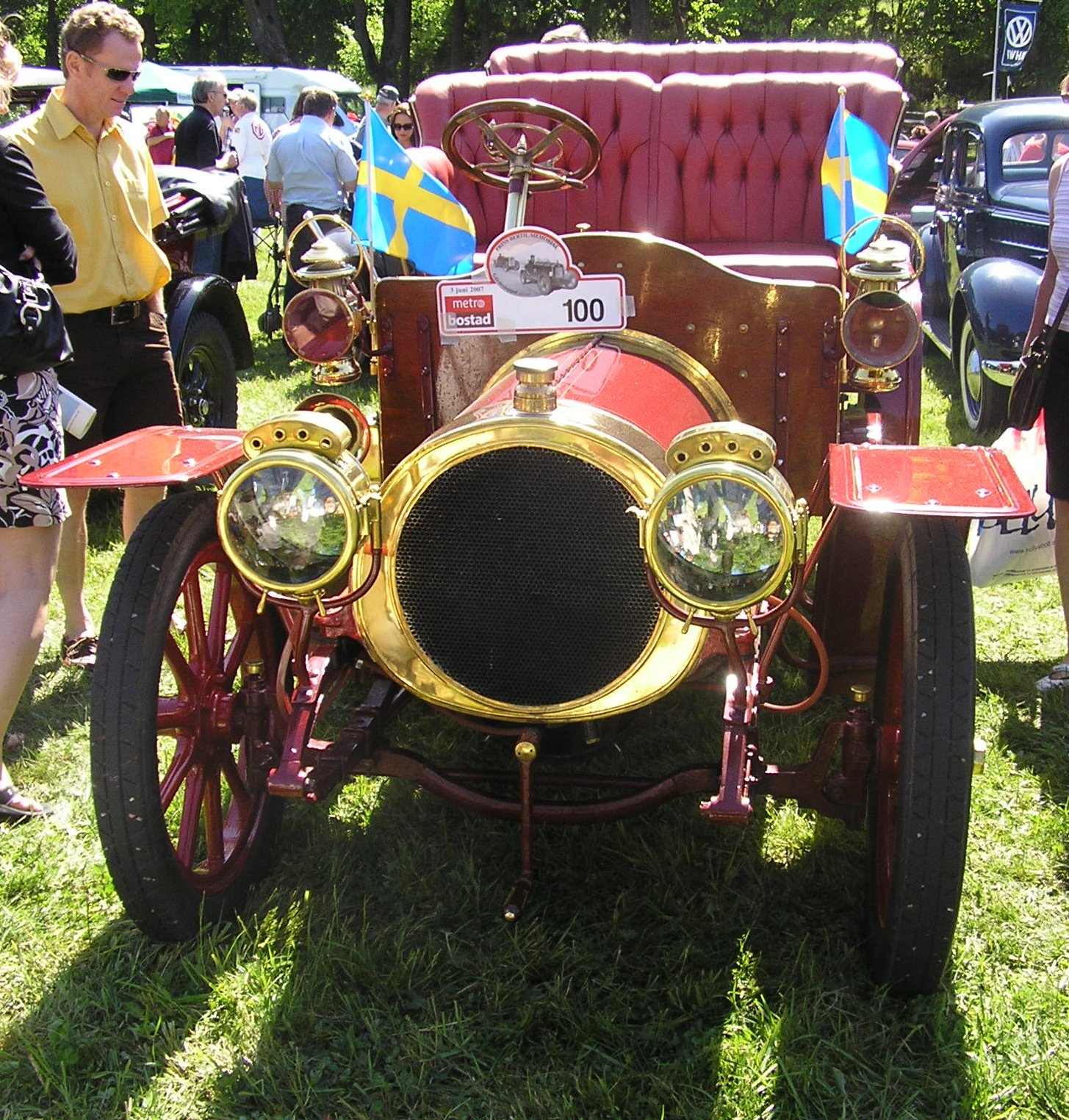
Cottereau 1906.

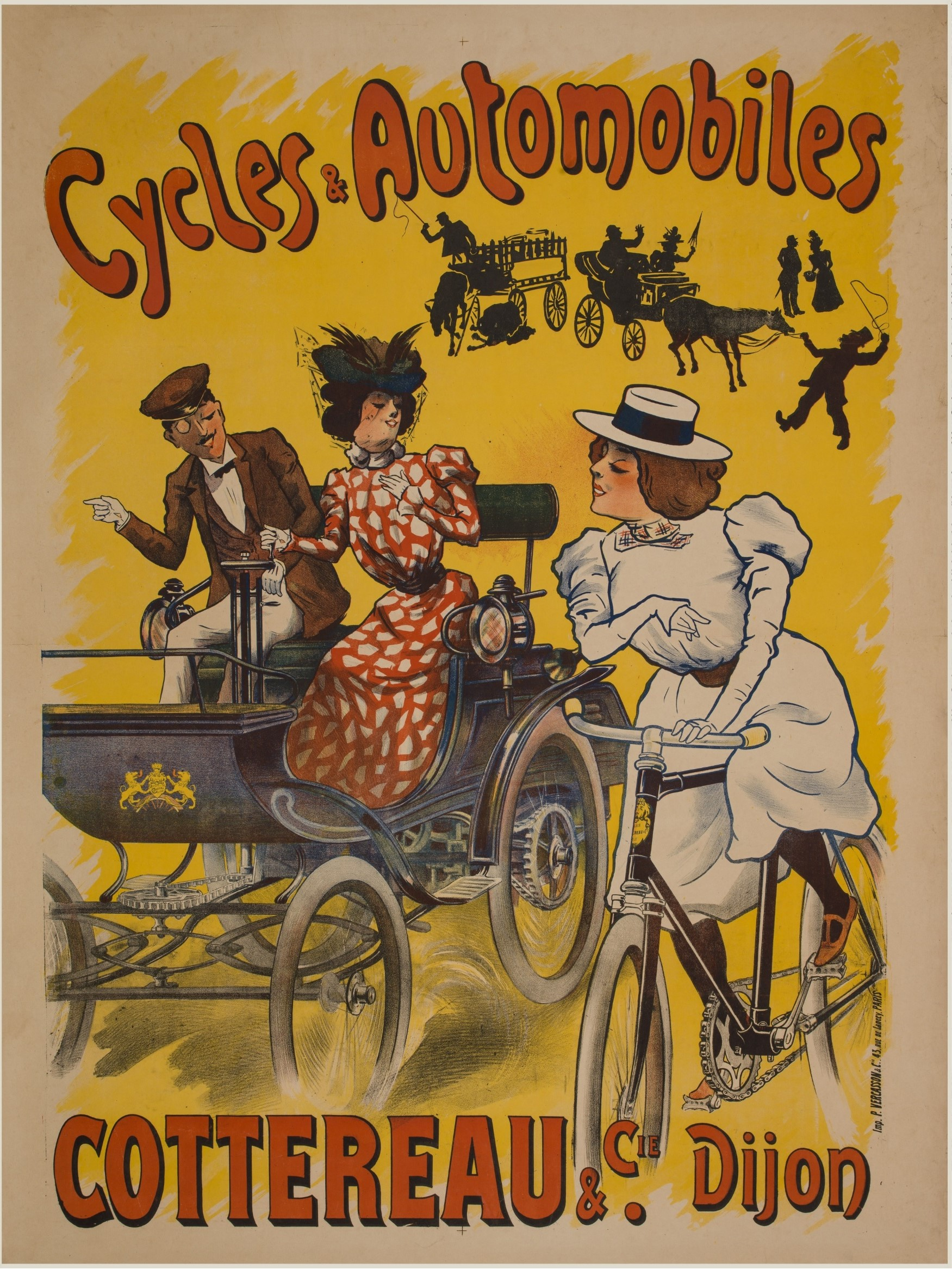
Publicité Cottereau.

Cette firme, fondée à Dijon, rue des Lantillères, en 1891, fait sa renommée en France, où ses véhicules sont considérés comme des automobiles haut-de-gamme, aussi bien les vélos que les voitures.
Sa première voiture, la Voiturine, est construite en 1898, c'était une petite automobile à quatre sièges, avec un bi-cylindre en V. Peu de temps après, la firme s'essaye dans les sports de compétition, mais y renonce après une décennie pour se concentrant entièrement sur la production. Ses voitures se distinguent par leur forme ronde avec un grand radiateur qui devient l'emblème de la marque.

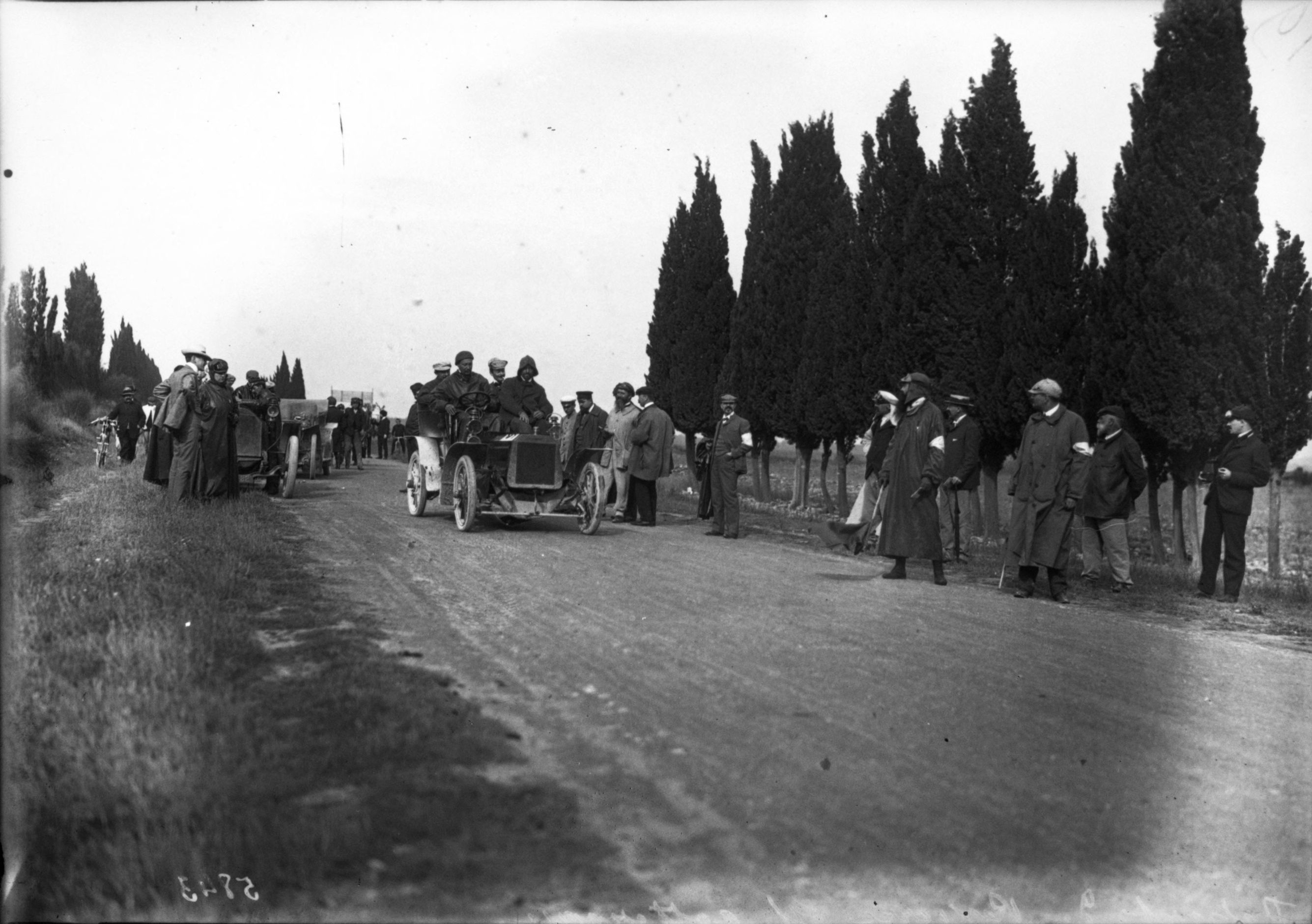
Le pilote Rivierre, sur Cottereau, à l'assaut du mont Ventoux en 1906.

En 1901, le chauffeur Paris remporte la première Course de côte de Val-Suzon avec la marque.
En 1903 est lancée la Populaire, une voiture de la classe moyenne qui connait un grand succès. Deux ans plus tard, la firme entre dans sa période la plus florissante, comptant environ 350 employés. La gamme s'est élargie et propose huit modèles en 1908.
L'agence parisienne est située au no 6 rue Denis-Poisson à Paris.
Mais le retrait de la compétition marginalise Cottereau et conduit à sa fermeture en 1912 pour devenir C.I.D Constructions Industrielles Dijonnaises (Anciens Établissements Cottereau), qui construisit des voitures à moteur Buchet de 8 à 22 CV, CID créant un moteur sans soupape à chemise tournante.

## Principaux modèles

### Voiturine
Premier véhicule automobile de la marque, c'était une petite voiture à quatre places. Elle prit ce nom pour se différencier des voiturette construites par Léon Bollée. Construite sur un châssis tubulaire, sur lequel était monté un bi-cylindre en V refroidi par air, elle développait une puissance allant jusqu'à 3 ch. La transmission se faisait par chaîne et elle possédait 3 vitesses. La direction était par levier, comme sur toutes les voitures de cette époque. En 1900 fut proposé un nouveau modèle refroidi par air et d'une puissance de 3,5 ch. Mais surtout ce fut la première Cottereau à posséder un volant. La voiture reçut immédiatement un accueil favorable et fut le précurseur d'autres modèles avec des caractéristiques similaires.

### Populaire
Cette voiture de milieu de gamme, propulsée par un monocylindre 1 040 cm3, était capable de fournir 8 ch de puissance maximale à 1 100 tr/min. Sa vitesse maximale atteignait 45 km/h. Équipée de 3 vitesses sans marche arrière, son système de freinage agissait sur les roues arrière seulement.

### Motocyclettes
Cottereau construisit des motos à moteur Minerva (1904), Mirus et A.Z, dont un modèle pour dames en 1906. La partie motos fut rachetée par Terrot en 1910.